# Teheran

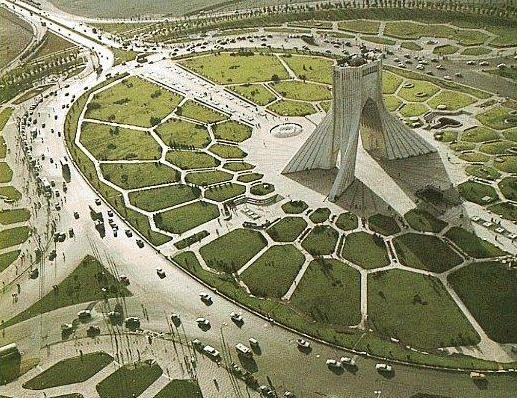
Azaditorget och Azaditornet (tidigare Shahyadtornet), uppfört 1971 i samband med den persiska monarkins 2500-årsjubileum.

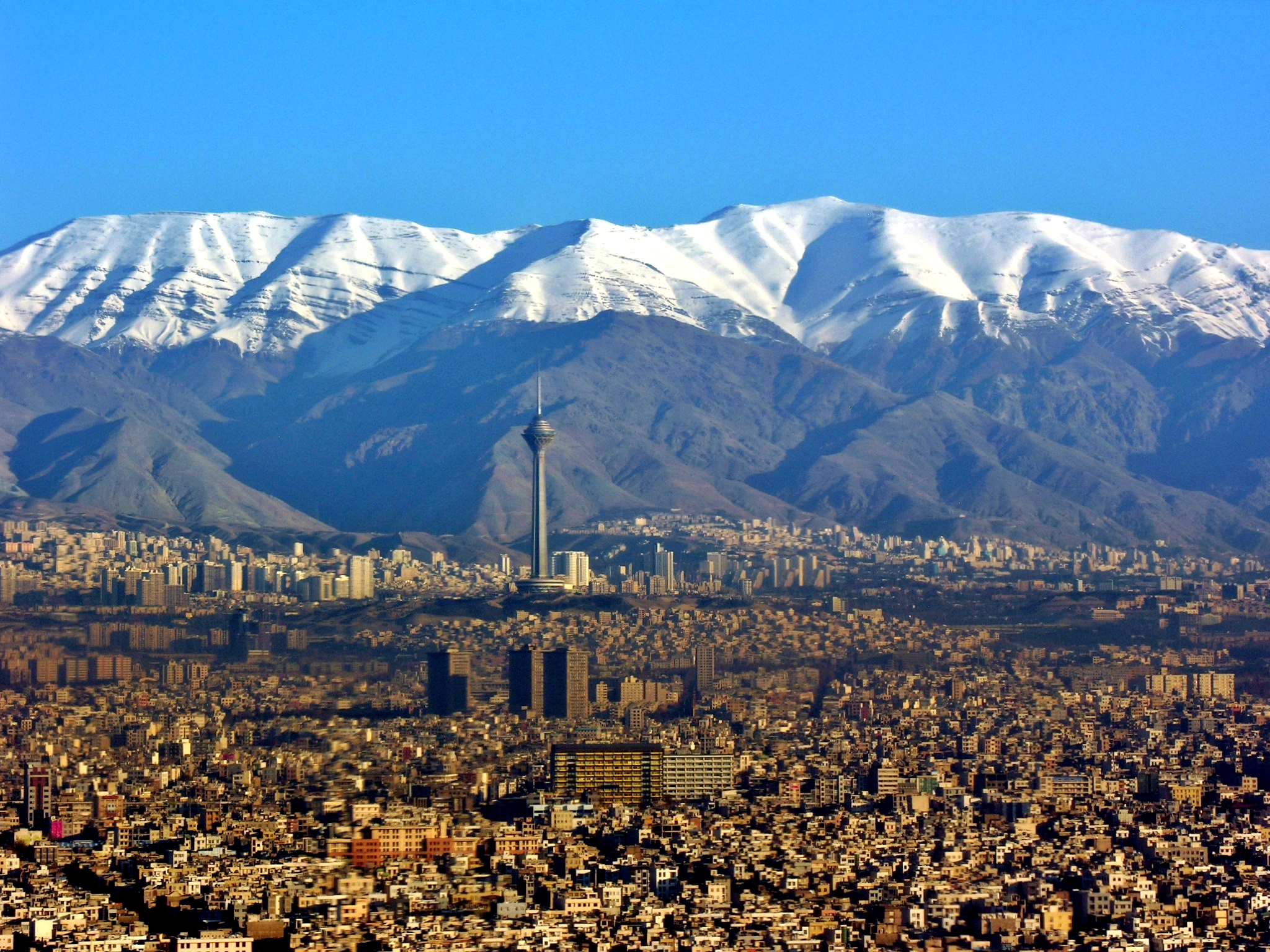
Miladtornet och Alborzbergen.

Teheran eller Tehran uttal (fil) (persiska: تِهْران Tehran; äldre form طهران, Tehrān, IPA: [tʰehˈɾɒn])  är Irans huvudstad och tillika största stad, en kosmopolitisk metropol med cirka 8,7 miljoner invånare. I närheten ligger ett flertal stora eller medelstora städer, bland annat miljonstaden Karaj som ligger ett par mil västerut och är administrativ huvudort för Alborzprovinsen. Teheran är beläget i norra delen av landet på 1 137 meters höjd över havet. Floderna Jajrud och Karaj flyter längs var sin sida av stadens utkanter. Mer än hälften av landets industrier ligger i Teheran eller dess närområde. Staden har två internationella flygplatser samt flera militära flygplatser. Teherans symboler är det 50 meter höga Azaditornet (tidigare Shahyadtornet) och det 435 meter höga Miladtornet. Huvudstaden har alltsedan 1900-talets mitt utvecklats till Irans ekonomiska och kulturella centrum, vilket innebär att människor i ökande grad flyttat in dit från landets andra delar.
Majoriteten teheranbor är perser, men ungefär en fjärdedel av invånarna är azerer. Andra minoriteter är gilaker, balucher, araber och kurder. Persiska är dominerande språk och modersmål för omkring 80 procent av invånarna. Även om en klar majoritet är shiamuslimer består invånarna även av sunnimuslimer, kristna armenier, assyrier, zoroastrier, bahaier och judar.
Det finns fler etniska azerer i Tehran än någon annan stad i världen, och den kurdiska befolkningen i Teheran är mer än två miljoner.
I staden finns inte mindre än 739 parker och 33 museer. Teheran är indelat i 22 stadsdelar. Genom staden, från norr till söder, löper Mellanösterns längsta gata, Vali Asr-avenyn.

## Historia
Staden grundades troligtvis redan på 800-talet. Den växte ordentligt på 1200-talet i och med att mongolerna då drog sig längre och längre västerut och ödelade en närbelägen större stad så att invånarna där fick fly till Teheran. På 1600-talet uppfördes en stadsmur runt den gamla stadskärnan och en basar öppnades i staden.
År 1722 ockuperade pashtunerna Teheran, men sex år senare befriades staden av Nader Shah. Agha Mohammad Khan, grundaren av qajariska dynastin, utsåg år 1795 Teheran till sin huvudstad.
1920- och 30-talen präglades av omfattande ingrepp i stadsbilden då Irans nye ledare Reza Shah Pahlavi menade att gamla byggnader som vissa delar av Golestanpalatset och Tupkhanehtorget, stadens befästningar och huvudcitadell inte passade in i en modern stad. Gamla byggnader revs systematiskt och fick ge plats för moderna byggnader i akemenidisk stil med inspiration från Persepolis monumentala kolonnsalar och portaler, däribland riksbanken, polishuset, televerket och militärhögskolan. Basaren delades på mitten och flera historiska byggnader förstördes i syfte att uppföra moderna avenyer. Många trädgårdar föll också offer för nya byggprojekt.
Under andra världskriget gick sovjetiska och brittiska trupper in i Teheran. 1943 hölls Teherankonferensen i staden. USA:s president Franklin D. Roosevelt, Sovjetunionens ledare Josef Stalin och brittiske premiärministern Winston Churchill träffades och gjorde bland annat planläggningen för invasionen av Normandie.
Under 1960-talet och 70-talet genomgick Teheran en snabb utveckling under Shah Mohammad Reza Pahlavis regeringstid. Moderna byggnader och infrastruktur förändrade stadens ansikte och ett flertal ambitiösa projekt planerades för de följande decennierna. De flesta av dessa projekt stannade upp efter den islamiska revolutionen 1979 och det åttaåriga kriget mot Irak, men återupptogs på 1990-talet. På 2000-talet har nya grandiosa projekt genomförts  ytterligare nya projekt, till exempel Miladtornet, Chitgarsjön och Iran Mall. Det sistnämnda är en av världens största köpcentrum och har en byggstil som är inspirerad av olika epoker i landets långa historia.
Under Iran-Irakkriget 1980–1988 var Teheran måltavla för upprepade attacker med irakiska Scudmissiler och flyganfall.
År 1999 öppnades Teherans tunnelbana som påbörjats av shahen på 1970-talet och som är den största i Mellanöstern.

## Näringsliv
Teheran med omgivning är Irans största industri- och handelscentrum. Här produceras 65 procent av landets industriprodukter. Viktiga industrier är bland annat bomullskläder, livsmedel, cement, tegelstenar, kemiska produkter, aluminium- och stålproduktion samt bilindustri.
I staden ligger huvudkontoret för National Iranian Oil Company som är ett statsägt petroleumbolag. 1968 inrättades Tehran Stock Exchange (TSE) som är landets största börs.

## Turism och sevärdheter

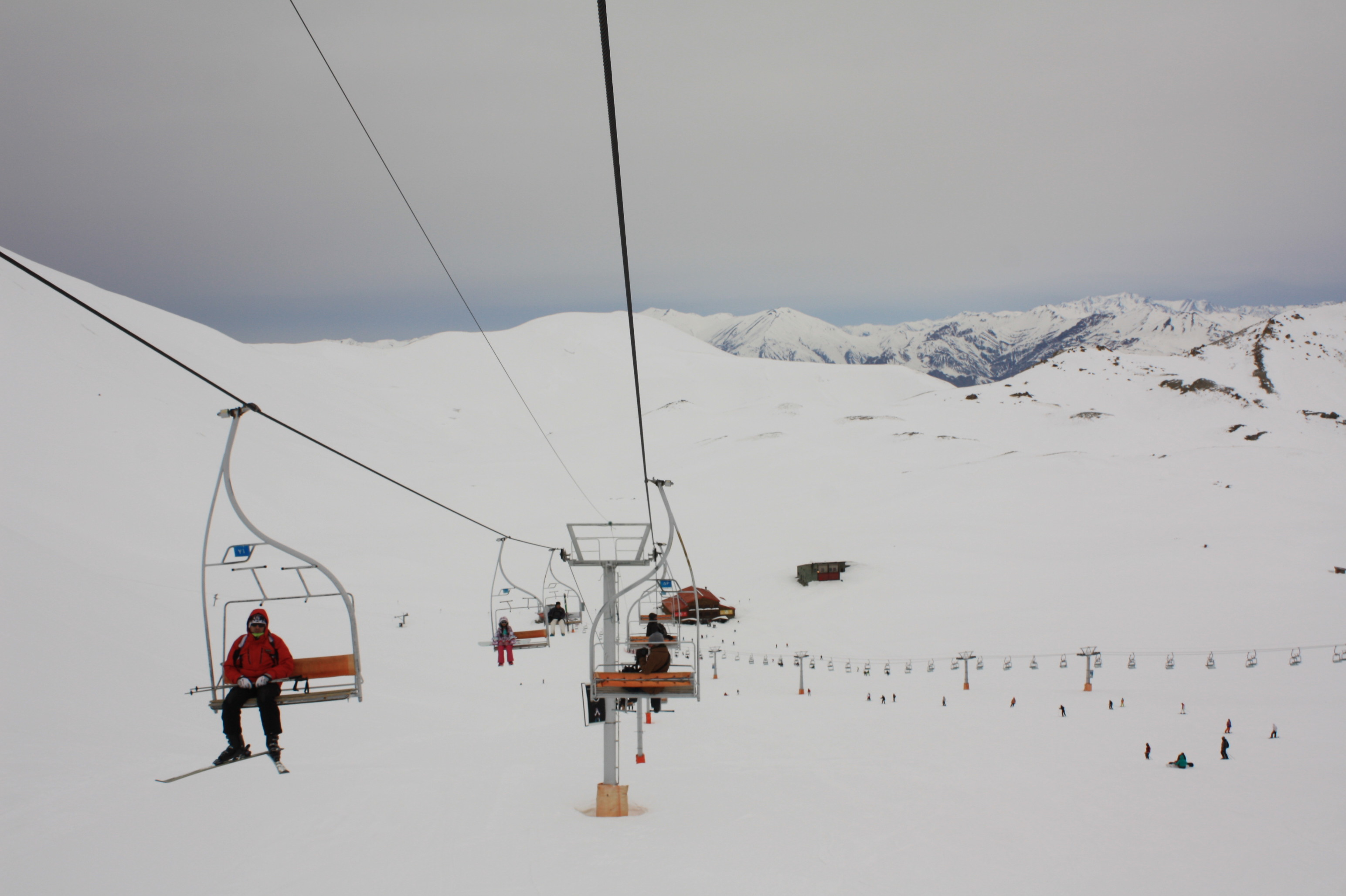
Tochal skidort

Teheran har sedan 2015 årligen besökts av mer än 5 miljoner internationella turister, varav merparter är kulturella turister och nöjesturister från Asien. Medborgare från 190 länder beviljas numera ett 30-dagars visum vid ankomst på landets 13 internationella flygplats, däribland Imam Khomeini International Airport och Mehrabad Airport i Teheran.
Till Teherans främsta sevärdheter hör de kungliga palatsen, främst Golestanpalatset och Niyavaranpalatset, samt en rad olika museer, såsom Arkeologimuseet (Muze-ye Iran-e bastan), Miniatyrmålningsmuseet (Muze-ye Reza Abbasi) och Keramikmuseet (Muze-ye abgine). Arkeologimuseet har en rik samling föremål från tiden både före och efter islam. I Teheran finns även flera stora parker, varav de i norra Teheran, såsom Nationalparken (Park-e mellat), lockar mest flanörer under veckosluten. De flesta hotellen ligger i stadens centrala delar.

## Norra Teheran
De norra delarna är belägna på Alborzbergens sluttning och har stadsdelen Tajrish som centrum. I närheten finns det populära utflyktsmålen Darband och Darake med åtskilliga friska floder och bäckar som rinner ned från bergen, och kantas av restauranger och kaféer. 
Fram till 1900-talets mitt bestod norra Teheran i huvudsak av ett antal bysamhällen med sommarhus, trädgårdar och paviljonger tillhörande landets politiska och ekonomiska elit. Stadsbilden har förändrats enormt och präglas i dag av moderna skyskrapor. I norra Teheran bor stadens mest välbärgade invånare. 
Väster om Tajrish ligger Velenjak där det finns en linbana upp till Tochaltoppen som är en populär slalomdestination. I närheten finns även palatskomplexet Sa'd Abad där Irans president tar emot utländska dignitärer vid statsbesök. Öster om Tajrish ligger Farmanie och Niavaran med Mohammad Reza Pahlavis sommarpalats. 
Norra Teheran har ett svalare klimat än södra Teheran och mindre luftföroreningar.

## Södra Teheran
I de södra delarna av Teheran ligger stadens äldsta bebyggelse stadsdelar som härrör från qajariska epoken och Reza Shahs tid, däribland Teherans stora basar, Golestanpalatset och Sepasalarmoskén. En av de qajariska residenserna är i dag plats för Stadsparken. Södra Teheran hyser också flera äldre moskéer samt helgongravar (imamzadeh) och sufiska ordenshus (khaneqa). 
Teherans järnvägsstation är belägen vid Vali Asravenyns södra ände. Den ritades av tyska ingenjörer, öppnade 1930 och har järnvägsförbindelser med landets alla större städer samt grannländerna Turkiet, Turkmenistan, Irak, Pakistan och Azerbajdzjan. 
I Teherans södra förorter finns många moderna industrier och stadens största internationella flygplats.

## Sport

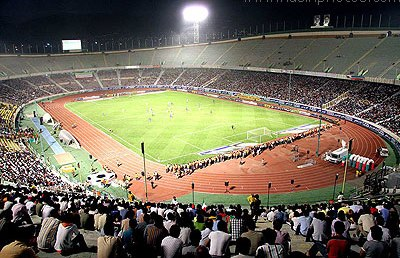
Azadi stadion.

1974 var Teheran den första staden i Mellanöstern som blev värd för Asiatiska spelen. Evenemanget hade 2 363 deltagare från 25 stater.
Azadi är Teherans största stadion med plats för upp till 100 000 åskådare, men det har hänt att antalet har överstigit 120 000 åskådare. Azadi är hemmaarena för Irans herrlandslag i fotboll och för klubbarna Persepolis FC Teheran och FC Esteghlal Teheran som spelar i landets högsta liga. Flest meriter har Persepolis som hittills blivit landets mästare åtta gånger. Dessutom finns fyra andra fotbollslag i staden.
Andra viktiga idrottsgrenar är brottning och tyngdlyftning. Teheran var 1959, 1973, 1998 och 2002 värd för världsmästerskapet i brottning. Inte långt från staden, i bergsområdet Alborz, finns utmärkta möjligheter för vintersport.
Behrang Safari, svensk landslagsback i fotboll, är född i Teheran.

## Klimat
Irans huvudstad har inlandsklimat. Dessutom är temperaturen avhängig av höjden. I stadens norra delar som ligger högre är det kyligare än i Teherans södra delar som ligger närmare det centraliranska ökenområdet.
Sommaren är torr och het. Den genomsnittliga temperaturen i juli ligger mellan 25 (nord) och 30 (syd) grader. I januari ligger temperaturen mellan 2 (nord) och 5 (syd) plusgrader. Snö faller huvudsakligen i Teherans norra och västra delar.
Den genomsnittliga nederbördsmängden per år är med 230 millimeter låg. Den största nederbördsmängden noteras mellan december och april. Mellan juli och september faller nästan ingen nederbörd.
|                                            | Jan  | Feb  | Mar  | Apr  | Maj  | Jun  | Jul  | Aug  | Sep  | Okt  | Nov  | Dec  |
| ------------------------------------------ | ---- | ---- | ---- | ---- | ---- | ---- | ---- | ---- | ---- | ---- | ---- | ---- |
| Normaldygnets maximitemperaturs medelvärde | 7,2  | 9,9  | 15,4 | 21,9 | 28,0 | 34,1 | 36,8 | 35,4 | 31,5 | 24,0 | 16,5 | 9,8  |
| Normaldygnets minimitemperaturs medelvärde | −1,1 | 0,7  | 5,2  | 10,9 | 16,1 | 20,9 | 24,0 | 23,0 | 19,2 | 12,9 | 6,7  | 1,3  |
|                                            |      |      |      |      |      |      |      |      |      |      |      |      |
| Nederbörd                                  | 37,2 | 34,0 | 37,4 | 27,8 | 15,2 | 2,9  | 2,5  | 1,4  | 0,9  | 13,7 | 20,6 | 36,3 |

| Diagram | temperaturer i °C • månadsnederbörd i mm • Källa: WMO: World Weather Information Service | temperaturer i °C • månadsnederbörd i mm • Källa: WMO: World Weather Information Service | temperaturer i °C • månadsnederbörd i mm • Källa: WMO: World Weather Information Service | temperaturer i °C • månadsnederbörd i mm • Källa: WMO: World Weather Information Service | temperaturer i °C • månadsnederbörd i mm • Källa: WMO: World Weather Information Service | temperaturer i °C • månadsnederbörd i mm • Källa: WMO: World Weather Information Service | temperaturer i °C • månadsnederbörd i mm • Källa: WMO: World Weather Information Service | temperaturer i °C • månadsnederbörd i mm • Källa: WMO: World Weather Information Service | temperaturer i °C • månadsnederbörd i mm • Källa: WMO: World Weather Information Service | temperaturer i °C • månadsnederbörd i mm • Källa: WMO: World Weather Information Service | temperaturer i °C • månadsnederbörd i mm • Källa: WMO: World Weather Information Service | temperaturer i °C • månadsnederbörd i mm • Källa: WMO: World Weather Information Service |
|         | 37 7 -1                                                                                  | 34 10 1                                                                                  | 37 15 5                                                                                  | 28 22 11                                                                                 | 15 28 16                                                                                 | 3 34 21                                                                                  | 3 37 24                                                                                  | 1 35 23                                                                                  | 1 32 19                                                                                  | 14 24 13                                                                                 | 21 17 7                                                                                  | 36 10 1                                                                                  |

## Miljöproblem
Teheran är en av Mellanösterns mest förorenade städer och kämpar mot kraftiga luftföroreningar. 80% av stadens luftföroreningar kommer från bilar och den återstående andelen från industriföroreningar.

## Vänorter
- Los Angeles, USA (1972)[18]
- Orange County[förtydliga], USA[källa behövs]
- New York, USA[källa behövs]
- Toronto, Kanada
- Vancouver, Kanada
- Peking, Kina (1979)[19]
- London, Storbritannien (1993)[20]
- Havanna, Kuba (2001)[21]
- Pretoria, Sydafrika (2002)[22]
- Moskva, Ryssland (2004)[23]
- Caracas, Venezuela (2005)[24]
- Minsk, Vitryssland (2006)[25]
- Dubai, Förenade arabemiraten
- Beirut, Libanon
- Damaskus, Syrien
- Milano, Italien

## Externa länkar

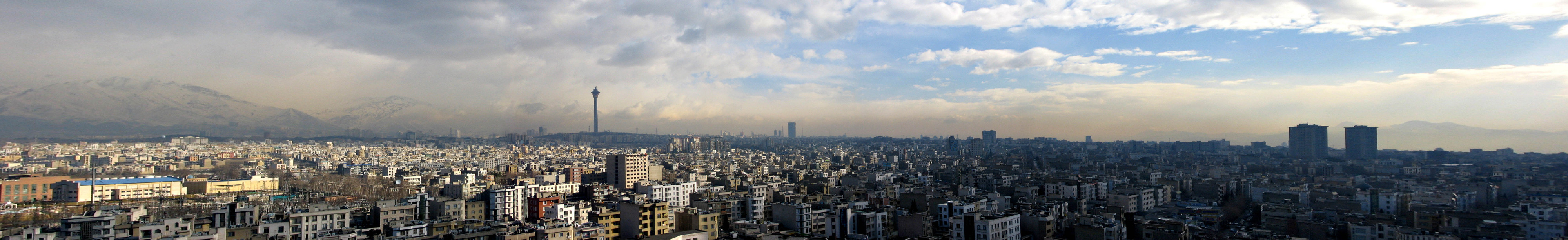
En panaromabild över Teheran.